# Euglesa edlaueri
Euglesa edlaueri is een tweekleppigensoort uit de familie van de Sphaeriidae. De wetenschappelijke naam van de soort werd in 1960 voor het eerst geldig gepubliceerd door Hans Kuiper.